# Trattato che istituisce la Comunità europea dell'energia atomica
Il Trattato Euratom, ufficialmente Trattato che istituisce la Comunità europea dell'energia atomica, ha istituito la Comunità europea dell'energia atomica. È stato firmato il 25 marzo 1957 insieme al trattato che istituisce la Comunità economica europea (trattato CEE): insieme sono chiamati Trattati di Roma.

## Descrizione
Insieme al trattato che istituisce la Comunità europea del carbone e dell'acciaio, ovvero la CECA, firmato a Parigi il 18 aprile del 1951, rappresentano il momento costitutivo delle Comunità europee.
Il trattato Euratom fu, inizialmente, elaborato per coordinare i programmi di ricerca dei Paesi aderenti al fine di promuovere un uso pacifico dell'energia nucleare. Esso mira alla condivisione delle conoscenze, delle infrastrutture e del finanziamento dell'energia nucleare.
Il trattato Euratom è meno noto a causa del basso profilo dell'organizzazione fondata. Mentre la CEE si è evoluta in quella che oggi è l'Unione europea, l'Euratom è rimasto più o meno lo stesso che era nel 1957, anche se ora è governato dalle istituzioni dell'UE. È stato creato con proprie istituzioni indipendenti, ma il trattato di fusione del 1967 fuse le istituzioni delle tre "Comunità europee", ovvero quelle di Euratom e CECA all'interno della CEE.
Il trattato Euratom ha visto molte poche modifiche a causa della sensibilità rispetto al nucleare tra l'opinione pubblica europea. A causa di questo alcuni sostengono che è diventato antiquato, in particolare nei settori del controllo democratico. Non è stato incluso come parte del trattato che adotta una Costituzione per l'Europa, che ha cercato di comprendere tutti i trattati europei precedenti, nel timore che, inglobando l'energia nucleare nella Costituzione europea ci sarebbe stata troppa gente contraria. Tuttavia il trattato costituzionale dell'UE avrebbe previsto alcune modifiche, di natura finanziaria e istituzionale, da apportare al trattato Euratom nel "protocollo che modifica il trattato Euratom" allegato alla Costituzione.
Il trattato è quindi ancora in vigore oggi in un quadro giuridico distinto: fa parte dei trattati fondamentali dell'Unione europea.